# ローマ空港・ウィーン空港同時テロ事件

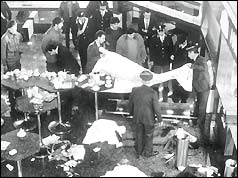
事件直後のローマ空港

ローマ空港・ウィーン空港同時テロ事件（ローマくうこう・ウィーンくうこうどうじテロじけん）は、1985年12月27日に、アブ・ニダルが組織するANOが起こしたローマ国際空港とウィーン国際空港で同時に発生したテロ事件である。

## 事件の経緯
1985年12月27日AM8:15（協定世界時）、イタリア・ローマのローマ国際空港（レオナルド・ダ・ヴィンチ国際空港）にあるアメリカのトランス・ワールド航空とイスラエルのエル・アル航空のチケットカウンターに4人の男たちが近づき、いきなりアサルトライフルを乱射し、手榴弾を爆発させた。テロリストのうち、3名は即座に射殺され、残る1名は警察に撃たれた後で身柄を捕獲された。このテロ行為で16人が死亡、99人が負傷した。
数分後、今度はオーストリア・ウィーンにあるウィーン国際空港が狙われた。テルアビブ行きの航空機のチェックインのための行列に、3人組みのテロリストがいきなり手榴弾を投げ込み、2人が死亡、39人が負傷した（翌年1月に負傷した乗客の1人が死亡、犠牲者は3人となった）。テロリストの3名は車で逃走、オーストリア警察との激しいカーチェイスとなり、オーストリア警察は1名を射殺、残る2名も逮捕した。
2つの空港テロにより、幼児を含む19人が死亡、140人が負傷した。
その後の捜査で、テロリストたちは両空港から2機のエル・アル航空機をハイジャックし、テルアビブ上空で爆破させる計画であったと判明した。また、空港のチケットカウンターを襲撃する計画のターゲットには、西ドイツのフランクフルト空港も含まれていた。

## 犯行組織
パレスチナ解放機構（PLO）による犯行と思われたが、PLOのヤーセル・アラファート議長は犯行を否認、テロリストを非難した。PLOはテロの目的はイタリア・オーストリアとパレスチナとの関係悪化を狙うものだと判断していた。その後、アブ・ニダルが組織するANOが犯行を認めた。
同年10月1日にイスラエルが行ったチュニスのPLO本部への空爆（木の脚作戦）に対する報復であった。実行犯の背後にはリビアがいるとリビアは国際的に非難されたが、リビアは関与を否定した。しかしその後、アブ・ニダル側は、犯行に使用された武器はリビアによって提供されたことを認めた。リビアは1982年のサブラとシャティーラの大虐殺（レバノンのパレスチナ難民キャンプがレバノン民兵に襲撃され、大量虐殺された事件）の報復であると空港テロを賞賛した。